# Ana Diosdado
Ana Isabel Álvarez-Diosdado Gisbert (Buenos Aires, 21 de mayo de 1938-Madrid, 5 de octubre de 2015) fue una dramaturga, guionista, escritora y actriz hispano-argentina.

## Biografía
Nació en Buenos Aires, Argentina, el 21 de mayo de 1938, donde sus padres, los actores Enrique Diosdado e Isabel Gisbert, permanecían exiliados tras el estallido de la guerra civil española. La actriz Margarita Xirgu fue su madrina de bautismo. Tras el divorcio de sus padres y posterior fallecimiento de su madre, Enrique Diosdado contrajo matrimonio con la también actriz Amelia de la Torre.
Con tan solo cinco años actuó por primera vez sobre las tablas en la obra Mariana Pineda, junto a su madrina Margarita Xirgu. En 1950 llegó a España y estudió en el Liceo Francés. Continuó trabajando en la compañía de su padre, actuando en obras como Así que pasen cinco años de Federico García Lorca. Estudió Filosofía y Letras en la Universidad Complutense de Madrid, pero lo abandonó antes de obtener la licenciatura. A los veinticuatro años fue finalista del premio Planeta con la novela En cualquier lugar, no importa cuándo.
En 1965 publicó su primera novela, y en 1969 estrenó una adaptación de una comedia de Peter Ustinov, A mitad de camino. Seis años más tarde estrenó su primera pieza de teatro original, Olvida los tambores de 1970, que fue su mayor éxito en los escenarios; ganó con ella los premios Mayte y Foro Teatral. Fue llevada al cine en 1975 por Rafael Gil, y en ese mismo año inició su relación sentimental con el actor Carlos Larrañaga.
Con El Okapi, estrenada en 1972, expuso un problema generacional concentrándose en una residencia de ancianos. En 1973 estrena el drama Usted también podrá disfrutar de ella, ácida visión de la sociedad de consumo. También fue un éxito el drama histórico Los comuneros de 1974, donde la rebelión de Padilla, Bravo y Maldonado fue vista a través de los ojos de Carlos V en tres momentos distintos de su vida, niñez, mocedad y vejez. Posteriores son Y de Cachemira, chales en 1976 y Cuplé de 1986.
Empezó a escribir guiones de televisión; su primera incursión en el género fue Yo, la juez; en 1972 escribe el guion y protagoniza, junto a Jaime Blanch, la serie Juan y Manuela en Televisión española. Seguirían, en ese mismo medio, Anillos de oro de 1983, junto a Imanol Arias, que se convirtió en una de las series de mayor éxito en la historia de la televisión en España y Segunda enseñanza de 1986. Ambas fueron dirigidas por Pedro Masó. También cultiva el guion de radio, con obras como La imagen del espejo en 1976.
A partir de ese momento, se centró en su carrera de escritora y dramaturga, destacando entre sus grandes éxitos, la novela, adaptada luego a obra de teatro Los ochenta son nuestros, estrenada en 1988. Luego ha representado Camino de plata de 1988, interpretada por ella misma y Carlos Larrañaga, Cristal de Bohemia de 1994 y La última aventura en 1999. En junio de 2015 se estrenaba la que sería su última obra de teatro, El cielo que me tienes prometido.
Realizó adaptaciones como la ya mencionada de Peter Ustinov, o Knack (1973), La gata sobre el tejado de cinc caliente de Tennessee Williams de 1979, Casa de muñecas de Henrik Ibsen en 1983 y La importancia de llamarse Wilde de 1993. Además, trabajó como columnista en los periódicos Diario 16 y ABC.
Estuvo casada con el actor Carlos Larrañaga de 1979 a 1999. Contrajeron matrimonio en Londres en la primavera de 1979. Posteriormente se volvieron a casar en Toledo el 6 de noviembre de 1987. En 2013 fue diagnosticada de leucemia crónica y en agosto del año siguiente sufrió un derrame cerebral. El 5 de octubre de 2015 falleció en la sede de la SGAE tras un desvanecimiento durante el transcurso de una reunión.

## Obras

### Teatro
- Olvida los tambores. 1970.
- El okapi. 1972.
- Usted también podrá disfrutar de ella. 1973.
- Los comuneros (Si hubiese buen señor). 1974.
- Y de Cachemira, chales. 1976.
- Cuplé. 1986.
- Los ochenta son nuestros. 1988.
- Camino de plata. 1988.
- 321, 322. 1991.
- En la corteza del árbol. 1991.
- Cristal de Bohemia. 1994.
- Decíamos ayer. 1997.
- La imagen del espejo. 1998.
- La última aventura. 1999.
- Harira. 2005.
- El cielo que me tienes prometido. 2015.

### Adaptaciones teatrales
- A mitad de camino de Peter Ustinov. 1970.
- Knack de Ann Jellicoe. 1973.
- Casa de muñecas de Henrik Ibsen. 1983.
- La gata sobre el tejado de zinc de Tennessee Williams. 1979.
- La importancia de llamarse Wilde. 1993.

### Guiones de TV
- Juan y Manuela, 1974
- Anillos de Oro, 1983.[4]
- Segunda enseñanza, 1986
- Yo, la juez
- Las llaves de la independencia, 2004

### Guiones de radio
- La imagen del espejo. 1976.

### Novela
- En cualquier lugar, no importa cuándo. 1965.
- Campanas que aturden. 1969
- Igual que aquel príncipe. 1994.

## Premios
- 1971, Premio Mayte por Olvida los tambores[5]
- 1983, TP de Oro por Anillos de oro.
- 1983, Fotogramas de Plata a la Mejor intérprete de televisión por Anillos de oro.[7]
- Premio Mar del Plata.[7]
- 2007, Como miembro destacado de la Asociación de Autores de Teatro, la AAT publicó una antología de sus mejores obras en su colección Teatro Escogido.
- 2013, Premio de Honor en la XVI Edición de los Premios Max.[11]
- Medalla de Oro de Valladolid.[7]
- Premio Fastenrath de la Real Academia Española.
- El 11 de diciembre de 2014, doctora honoris causa por la Universidad de Alcalá.
- 2016. Gran Cruz de la Orden Civil de Alfonso X El Sabio. A título póstumo.

## Homenaje
El 15 de septiembre de 2015 se anunció un homenaje a Ana Diosdado que se celebraría en el marco de la Muestra de Teatro Español de Autores Contemporáneos a principios de noviembre en Alicante.